# Esmee Brugts
Esmee Brugts (* 28. Juli 2003 in Hoeksche Waard) ist eine niederländische Fußballspielerin. Sie steht seit 2023 beim FC Barcelona unter Vertrag und spielte 2022 erstmals für die niederländische Nationalmannschaft.

## Karriere

### Vereine
Esmee Brugts begann im Alter von fünf Jahren in einer Jungenmannschaft beim SV Heinenoord mit dem Fußballspielen. Acht Jahre später wechselte sie zum FC Binnenmaas, wo sie vier Jahre lang spielte. Im Jahr 2020 unterschrieb sie ihren ersten Vertrag bei der PSV Eindhoven. Ihr erstes Spiel für den Verein absolvierte sie am 13. August 2020, als der Verein vor Saisonbeginn gegen Olympique Lyon spielte. In ihrer ersten Saison bei Eindhoven erzielte sie in 13 Ligaspielen drei Tore. Im Finale des KNVB-Pokals, in dem die PSV gegen ADO Den Haag gewann, spielte sie über die gesamte Spielzeit. Im Jahr 2022 spielte sie ebenfalls im Finale des KNVB-Pokals, allerdings verlor die Mannschaft gegen Ajax Amsterdam.
Die UEFA zählte sie 2023 zu den zehn vielversprechendsten jungen Fußballerinnen.

### Nationalmannschaft
Brugts spielte zunächst für die niederländische U-15-Mannschaft, U-16-Mannschaft, U-17-Mannschaft, U-18-Mannschaft, U-19-Mannschaft und U-23-Mannschaft. Mit der U-17-Mannschaft nahm sie an der U-17-Fußball-Europameisterschaft der Frauen 2019 teil, bei der die Niederlande den zweiten Platz belegten. Am 16. Februar 2022 absolvierte sie ihr erstes Spiel für die niederländische Nationalmannschaft, als sie beim Spiel gegen Brasilien im Rahmen des Tournoi de France 2022 sechs Minuten vor Ende des Spiels für Victoria Pelova eingewechselt wurde. Ihr erstes Tor für die Nationalmannschaft erzielte sie dann am 8. April 2022 bei einem Spiel gegen Zypern. Bei der Fußball-Europameisterschaft der Frauen 2022 kam sie in zwei Gruppenspielen sowie im Viertelfinale zum Einsatz, wobei sie stets erst im Laufe des Spiels eingewechselt wurde. Am 6. September 2022 erzielte sie in der Nachspielzeit des Spiels gegen Island das Siegtor, wodurch sich die Niederlande für die Fußball-Weltmeisterschaft der Frauen 2023 qualifizierten.
Am 30. Juni 2023 wurde sie für die WM-Endrunde nominiert. Im dritten Spiel ihrer ersten Fußball-Weltmeisterschaft erzielte sie beim 7:0-Sieg gegen Vietnam zwei Tore. Sie kam in jedem der fünf Spiele ihres Teams zum Einsatz und schied mit ihrer Mannschaft im Viertelfinale gegen die Spanierinnen nach Verlängerung aus.
Sie wurde auch für die EM-Enrunde 2025 nominiert. Dort kam sie in den drei Gruppenspielen zum Einsatz, nach denen die Niederländerinnen ausschieden. Im ersten Spiel gegen Wales erzielte sie das Tor zum 3:0-Endstand.

## Erfolge
- Niederländische Pokalsiegerin 2020/21
- Spanische Meisterin 2023/24  und 2024/25
- Spanische Pokalsiegerin 2023/24  und 2024/25
- Spanische Supercupsiegerin 2023/24 (ohne Finaleinsatz) und 2024/25
- UEFA Champions League Siegerin - 2023/24